# حسين بك السلمان
حسين السلمان
هو حسين بن سلمان بن عباس بن علي بن محمد بن نصار الأحمد السالمي العاملي من آل علي الصغير
من رجال السياسة في جبل عامل، كان حاكما لبلاد بشارة

## سيرته
هو من امراء جبل عامل المعروفين بآل علي الصغير.
يصفه السيد محسن الأمين في كتابه أعيان الشيعة فيقول: «كان شهما شجاعا ثابت الإيمان معظّما لذرية أهل البيت الطاهر وكان حاكما في سنة 1255 كما يأتي عن المذكرات لحوادث الشام ولا يُدرى مكان حكومته يومئذ». انتهى
عُيّن حاكما من قبل الدولة العثمانية في بنت جبيل سنة 1258 باسم مدير جبل هونين وساحل قانا. 
سكن في بنت جبيل بعد أن صار حاكما عليها، وعمّر السرايا غربي البلدة وسكنها خمس سنوات ثم توفي فكانت مدة حكمه سبع سنوات ولما توفي دُفن في مقبرة بنت جبيل وبُنيت على قبره قبة تُعرف بقبة الشيخ، وبعد ذلك خُربت القبة وخرُبت السرايا وبِيعت. وتولّى الحكم من بعده ابنه ثامر بك.
كان يرفض أن يحكم بين اثنين من السادة الأشراف، وكان يصلح بينهما.

## تحالفه مع إبراهيم باشا
في زمن الخلاف بين الخديوي محمد علي باشا (وولده إبراهيم باشا) مع الدولة العثمانية، وقف العامليون بقيادة آل علي الصغير وغيرهم من مشايخ جبل عامل ضد إبراهيم بشا، وتحالفوا مع والي عكا العثماني عبد الله باشا. ولما انتصر إبراهيم باشا على عبد الله باشا واحتل عكا، توجه إلى جبل عامل واحتله وأمّر عليه الأمير بشير الشهابي الحليف له.
كان حسين بك السلمان الوحيد الذي بقي من آل علي الصغير وقت مجيء المصريين بقيادة إبراهيم باشا وقد سالمهم وخضع لسلطتهم، بينما أولاد عمومته مثل حمد البك وغيرهم تركوا البلاد وعارضوا إبراهيم باشا وخاصة في مبتدأ حكمه.
وقد كان حسين السلمان من الأصدقاء المقربين للأمير بشير الشهابي الثاني. وكان شيخ المشايخ في جبل عامل أيام بشير.

## أولاده
برز من أولاده: ثامر بك وسلمان بك
بعد وفاته انتقلت مشيخة المشايخ إلى حمد البك، أما ولده ثامر بك فلقد ورثه في حكم جبل هونين وساحل قانا. ولم يرثه في مشيخة المشايخ لأن حمد البك كان أسنّ منه وقانون العشائر يرئّس الأسنّ في العشيرة، فالتزم على ما يبدو به.

## معركته مع حسين جنبلاط
في سنة 1255 هجرية، تمرّد حسين جنبلاط على الدولة (أحد زعماء الدروز آنذاك) وذهب مع جماعته إلى ناحية سعسع وتحصّن فيها وصار يُغير على القرى حتى وصل إلى محلة الميدان بالقرب من دمشق واستولى على سبعين بعيرا.
وقد صادف وجود حسين السلمان يومئذ في دمشق مع الأمير خليل الشهابي فأرسل معه الأمير عددا من رجاله وحاصروا حسين جنبلاط، وألقوا القبض عليه مع أحد عشر رجلا من أصحابه بعدما قتلوا عددا منهم.
و قُتل حسين جنبلاط بدمشق وذلك في 28 حزيران سنة 1839 ميلادي.
وعندما عاتب أحدهم حسين السلمان على قتله لحسين جنبلاط، أجابهم (حسين بدل حسين) يعني أن هذا مقابل قتلهم حسين بك الشبيب الصعبي الذي تم تسليمه من قبل حكام جبل الدروز إلى والي دمشق آنذاك وتم شنقه مع مرافقه موسى قليط.

## وفاته
توفي سنة 1265 هجرية في بنت جبيل (في جبل عامل) ودفن بها.
ولما حضرته الوفاة، توجه إلى القبلة وقال: إلهي انقطع الرجاء إلا منك وخابت الآمال الا فيك يا أيتها النفس المطمئنة ارجعي إلى ربك راضية مرضية. 
وكُتب على قبره:
```
        الأرض قبلك آذنت برجيف              والبدر بعدك صادع بخسوف
        فكلاهما قد أعلنا بعبارة             فيها اعتبار الحاذق العريف
        فالأرض تنبئ عن إزالة طودها         والبدر يحكي صورة التكييف
       أعني به الندب الحسين ومن له           جاء الزمان لنا بكل مخوف
       أحسين جاء اللطف تاريخ بها            فكفاك ان الله خير لطيف (سنة 1265)
```

فيه إشارة إلى وقوع زلزلة وخسوف القمر أيام وفاته.
وكان مكتوبا على قبره أيضا:
```
    أصبحت ضيف الله في دار البقا         وعلى المضيف كرامة الضيفان
    يعفو الملوك عن النزيل بحيهم         كيف النزيل بساحة الرحمن
```